# Kościół św. Jadwigi Królowej w Białymstoku
Kościół pw. św. Jadwigi Królowej w Białymstoku – rzymskokatolicki kościół położony w metropolii białostockiej na osiedlu Słoneczny Stok. Kościół i parafia erygowane w dniu 7 lutego 1984 r.

## Historia
W związku z budowaną wielotysięcznych osiedli Słoneczny Stok i Zielone Wzgórza w latach 70. XX w. na terenie parafii św. Andrzeja Boboli, ks. Stefan Girstun, jako proboszcz parafii i jako dziekan dekanatu Białystok – Starosielce, zwrócił się z prośbą do bp Edwarda Kisiela o podjęcie decyzji budowy nowego kościoła w tym dekanacie.
Budowę nowego kościoła bp. Edward Kisiel zlecił w kwietniu 1983 r. ks. Stanisławowi Wojno, wikariuszowi parafii w Starosielcach. Początkowo planowano nadanie temu kościołowi tytułu św. Maksymiliana Kolbe. Jednak w dniu 13 maja 1983 r. Kuria Arcybiskupia powiadomiła ks. dziekana Stefana Girstuna, że pierwszeństwo w otrzymaniu tego tytułu ma budujący się już kościół na Pietraszach. Ks. prob. Stefan Girstun ogłosił konkurs na nową świątynię i 31 lipca jury, pod przewodnictwem mgr inż. aren. Mieczysława Krzywca pierwsze miejsce przyznało i wytypowało do realizacji projekt inż. arch. Mariana Szymańskiego. Ostatecznie na mocy specjalnego indultu prymasa Polski kard. Józefa Glempa z dnia 3 listopada 1983 r. kościołowi i parafii w osiedlu Słoneczny Stok nadano tytuł bł. Jadwigi Królowej.
W dniu 7 lutego 1984 r. bp. Edward Kisiel erygował parafię bł. Jadwigi Królowej, a następnego dnia wystawił nominatę na proboszcza parafii ks. Stanisławowi Wojno, który 30 marca 1984 r. podpisał warunkową umowę na zakup działki nr 2060. W dniu 11 maja w Biurze Notarialnym podpisany został akt własności tej działki z przeznaczeniem pod budowę nowego kościoła. W dniu 12 sierpnia 1984 r. bp Edward Kisiel dokonał poświęcenia placu pod budowę kościoła bł. Jadwigi Królowej. Budowę świątyni rozpoczęto wiosną 1985 r. Jesienią 1988 r. oddano do użytku dolny kościół gdzie zaczęto odprawiać nabożeństwa.
21 lipca 2019 r. kapłani posługujący w kościele zamieścili na stronie internetowej parafii kontrowersyjny wpis dziękczynny wobec wszystkich osób broniących tradycyjnych wartości w jakikolwiek sposób podczas Pierwszego Marszu Równości w Białymstoku, kiedy to środowiska pseudokibicowskie obrzuciły policjantów oraz uczestników Marszu kamieniami, szklanymi butelkami i petardami, a także dopuściły się dotkliwych pobić wobec nie tylko uczestników Marszu, ale także przypadkowo napotkanych osób używając przy tym wulgarnych słów i opluwając ofiary. Wpis parafii wywołał lawinę komentarzy w mediach społecznościach oraz ogólnopolskich środkach masowego przekazu i był przedmiotem debaty publicznej. Dopiero po nagłośnieniu sprawy oraz wydaniu oficjalnego oświadczenia przez Episkopat Polski potępiającego akty agresji i przemocy, jakich dopuścili się białostoccy pseudokibice, parafia zmodyfikowała swój wpis twierdząc, że nie dziękuje za to jak przebiegł marsz.

## Rys architektoniczny
Kościół św. Jadwigi Królowej w Białymstoku posiada część dolną i górną przeznaczoną do odprawiania nabożeństw – niezależne oddzielone części kościoła od siebie.

## Duszpasterstwo

### Msze św.
- W niedziele i święta[7]:

w kościele dolnym – godz. 6.30, 8.00 (19.30 – akademicka),
w kościele górnym – godz. 9.30, 11.00, 12.15, 13.30, 18.00,
- W dni powszednie:

godz. 6.30, 7.00, 18.00.

### Terytorium parafii
- Liczba mieszkańców: 17 tysięcy. Liczba katolików: 12 600
- Pracą duszpasterską objęte są ulice – Lniana, ks. J. Popiełuszki, Marczukowska (nr parzyste od nr 10 i nr nieparzyste od 41), Różana, Rumiankowa, Sikorskiego, Skrajna, Słonecznikowa, Stroma, Upalna, Witosa, Zielonogórska (nr nieparzyste)